# Псеудохипопаратироидизам
Псеудохипопаратироидизам (акроним ПХП) или неизражена смањена функција паратироидне жлезде хетерогена је група ретких ендокриних наследних поремећаја које карактерише нормална бубрежна функција и отпорност циљних органа на деловање паратироидног хормона (ПТХ).
Манифестује се хипокалцемијом, хиперфосфатемијом, повећаном концентрацијом паратироидног хормона у серуму и карактеристичним соматским променама. Такви пацијенти не реагују на примену ПТХ. Тек недавно је откривено да овим особама највероватније недостаје Гс протеин што је важно за каталитичку функцију аденилат циклазе. Постоји периферна нерецептивност на паратироидни хормон, што условљава биолошку слику хипопаратироидизам.  
У клиничкој слици постоји веза између морфолошких аномалија: мали раст, здепаст изглед, гојазност, округло лице, дебилитет, поткожне калцификације, катаракта и абнормалности зуба.  

## Епидемиологија
Процењена преваленција псеудохипопаратироидизма типа 1а, типа 1б и псеудопсеудохипопаратироидизам (ППХП) је 1 на 150.000 у Италији. У Јапану је процењена преваленција ПХП типа 1а и типа 1б 1 случај на 295.000.
Псеудохипопаратироидизам се јавља отприлике два пута чешће код жена него код мушкараца. 
Почетак ендокриних симптома јавља се у детињству, иако су пријављени случајеви са тешким хипотиреоидизмом на неонаталним скрининзима.

## Варијанте
Патогенетски, постоје три типа псеудохиперпаратиреоидизма: тип 1а, тип 1б и тип 2. 

### Псеудохипопаратироидизам тип 1a (OMIM 103580)
Код ових особа постоји дефект у протеину који везује нуклеотид гванина (Гсß). То је фактор неопходан за активацију цАМП од стране хормонског рецептора. Од свих врста псеудохипопаратироидизам, овај тип чини 70% случајева.

### Псеудохипопаратироидизам тип 1б (OMIM 603233)
Пацијенти са овим типом болести имају нормалан фенотип. Природа дефекта је хетерогена. Може се задржати у првих 10 година живота. Обично постоји отпорност на ТСХ. Поред хипокалцемије, серум такође садржи хиперфосфатемију и висок ниво паратироидног хормона.

### Псеудохипопаратироидизам тип 2 (OMIM 203330)
Основна карактеристика, која га чини посебним ентитетом, јесте да код пацијената са овом врстом псеудохипотиреозе долази до израженог излучивања цАМП мокраћом како у базалним условима тако и током ПТХ стимулације. Ово би значило да је цАМП нормално активиран, али да ћелија не реагује на сигнал.

### Стечени хипопаратироидизам
Стечени облик ПХП је последица оштећења паратироидних жлезда неким патолошким процесом.

## Етиологија
Године 1942. Фулер Олбрајт је први пут увео термин псеудохипопаратироидизам да би описао пацијенте који су имали хипокалцемију и хиперфосфатемију отпорну на паратироидни хормон, заједно са необичном констелацијом развојних и скелетних дефеката, под заједничким називом Албрајтова наследна остеодистрофија (акроним АНО). Ове карактеристике су укључивале низак раст, заобљено лице, скраћене четврте метакарпале и друге кости шака и стопала, гојазност, хипоплазију зуба и калцификације (осификације) меких ткива. Поред тога, примена паратироидног хормона није успела да произведе очекивану фосфатурију или да стимулише бубрежну производњу цикличног аденозин монофосфата (цАМП). Међутим, АНО фенотип није карактеристика ПХП-1б или ПХП-2.
Молекуларни дефекти у гену (ГНАС1 ) који кодира α подјединицу стимулативног Г протеина (Гсα) доприносе настанку најмање 4 различита облика болести: ПХП-1а, ПХП-1б, ПХП-1ц и ППХП.
Док је ПХП-2 повезан са резистенцијом бубрега на деловање ПТХ, генетске абнормалности које изазивају ПХП-2 остаје да се идентификују.

### Генетско саветовање
Псеудохипопаратироидизам може бити спорадичан или наслеђена аутозомно доминантна болест са родитељским отиском. У наследним случајевима могуће је генетско саветовање.

## Клиничка слика
Сви облици псеудохипопаратироидизма могу се појавити у детињству, посебно ако се јави значајна хипокалцемија. Симптоми повезани са ниским нивоом калцијума могу укључивати: 
- парестезије,
- утрнулост, нападе и тетанију (укључујући трзаје мишића и грчеве шака и стопала)
- Низак раст
- Здепаст хабитус
- Гојазност.[8]
- Заостајање у развоју
- Округло лице
- Хипоплазија зуба
- Калцификација/осификација меког ткива

Неки облици псеудохипопаратироидизма могу остати непримећени ако пацијенти немају хипокалцемију (или ако се хипокалцемија погрешно дијагностикује и лечи као „напади“) и/или карактеристичне физичке карактеристике, које укључују низак раст, заобљено лице, кратак врат, центрипеталну гојазност, брахидактилију и меко ткиво и калцификације/осификације, и заједнички се називају Олбрајтова наследна остеодистрофија (АНО). АНО се примећује код пацијената са псеудохипопаратироидизмом Тип-1а,  1ц и ППХП, али је одсутан код пацијената са псеудохипопаратироидизма Тип-1б и ПХП-2. Интелектуални инвалидитет се понекад примећује код пацијената са АНО карактеристикама, док је скоро увек присутан код ПХП-1А и ПХП-1Ц. 
Такође је било извештаја да је мирис поремећен у ПХП-1а, али не и у ППХП или ПХП-1б. 
Пацијенти са псеудохипопаратироидизмом такође могу имати симптоме отпорности на друге хормоне осим паратиреоидног хормона, укључујући хормон који стимулише штитњачу (ТСХ) (у ПХП1а, ПХП1ц и понекад ПХП1б), гонадотропине (у ПХП1а, ПХП1ц) и хормон раста ослобађајући хормонски рецептор (GHRHR)  (у ПХП1а). 
Катаракта, проблеми са зубима и интракранијалне калцификације (билатерална стриопалидодентатна калциноза ) представљају дугорочне компликације. 
Пацијенти са псеудохипопаратироидизмом такође могу имати симптоме отпорности на друге хормоне осим ПТХ, укључујући хормон који стимулише штитњачу (ТСХ) (у ПХП1а, ПХП1ц и понекад ПХП1б), гонадотропине (у ПХП1а, ПХП1ц) и хормон раста који ослобађају хормонски рецептори  (ГХРХ) (у ПХП1а).

## Дијагноза
Дијагноза ПХП се дефинише коегзистенцијом хипокалцемије  и хиперфосфатемије са повишеним нивоима ПТХ у присуству нормалних вредности витамина Д и нормалне функције бубрега и одсуства хиперкалциурије. 
Радографија
Радиографија шаке може показати специфичан образац скраћивања костију, при чему се најјаче скраћују дистална фаланга палца и трећа до пета метакарпална кост.   
Радиографија такође може показати мале замућење меког ткива (калцификације/осификације).  
Компјутерска томографија (ЦТ) може открити калцификације базалних ганглија. 
Лабораторисјки тестови
Псеудохипопаратироидизам се може дијагностиковати тестовима крви или урина за мерење нивоа калцијума, фосфора и паратироидног хормона. 
Генетски тестови
Генетско тестирање на мутацију у  гену ГНАС1  може потврдити дијагнозу и идентификовати подтип.  Пацијенти погођени ПХП-1б захтевају тестирање на  промене метилације ГНАС  ; неке лабораторије ће анализирати егзон А/Б само као екран, јер је губитак метилације овог ДМР-а на  алелу ГНАС који потиче од мајке  присутан у свим пријављеним случајевима и наслеђених и спорадичних облика ПХП-1б. Пацијенти са ПХП-1б могу се даље анализирати на очеву унипаренталну изодизомију хромозома 20к или мале делеције унутар  СТКС16  и  ГНАС ; Штавише, показало се да ови тестови идентификују брисања унутар  ГНАС-  а као узрок неких ПХП-1а случајева.
Остали тестови
Електрокардиограм може открити продужење QТ интервала као последица хипокалцемије.
Пацијенти са ПХП типом 1б могу се проценити на болест костију  испитивањем минералне густине костију  (дензитометрија костију) код ове групе пацијената.

## Диференцијална дијагноза
Било је извештаја о случајевима недостатка витамина Д који опонаша псеудохипопаратироидизам (ПХП). Клиничка презентација и биохемијске карактеристике рахитиса са недостатком витамина Д у стадијуму 1 (ВДР) и ПХП типа 2 су прилично сличне.
Махмуд и сарадници су описали 2 сестре за које је првобитно утврђено да имају пароксизмалну дискинезију, али су, на накнадном тестирању, показале хипокалцемију, хиперфосфатемију и повишене нивое ПТХ у складу са ПХП типом 1б.
Остали услови које треба узети у обзир у диференцијалној дијагнози ПХП-а укључују секундарни хиперпаратиреоидизам и аутоимуне полигландуларне синдроме. 
Неки облици ПХП-а могу остати непримећени или недијагностиковани ако пацијенти немају хипокалцемију и/или карактеристике Албрајтове наследне остеодистрофије (АНО).

## Терапија
Циљеви фармакотерапије су корекција недостатка калцијума, спречавање компликација и смањење морбидитета. Интравенски калцијум је почетни третман за све пацијенте са тешком симптоматском хипокалцемијом. 
Примена оралних метаболита калцијума и 1алфа-хидроксилованог витамина Д, као што је калцитриол, остаје главни ослонац лечења и треба га започети код сваког пацијента са дијагнозом ПХП. Одржавање нивоа укупног и јонизованог калцијума у серуму унутар референтног опсега смањује хиперкалциурију и потискује нивое ПТХ на нормалне вредности. Пацијенти са интракранијалним калцификацијама могу доживети нападе повезане са хроничним неуропатским променама и можда ће им требати антиепилептички лекови.